# Samaritanen
De Samaritanen zijn een ethnoreligieuze minderheidsgroep, waarvan een deel van hen (nog) woont in het oorspronkelijke gebied op de Westelijke Jordaanoever van de Palestijnse gebieden in Kiryat Luza bij Sichem. Na de stichting van de staat Israël 1948 scheidde een groep zich af en ging wonen in Cho-lon bij Tel Aviv in Israël. Samaritanen leefden al rond 800 v.Chr. in het Israël van toen, dat nu deels de regio Palestina wordt genoemd, in de landstreek Samaria, waaraan ze hun naam ontlenen. Zij noemen zichzelf Shomeriem (behoeders van de Thora). Op de Westelijke Jordaanoever hebben ze zowel een Israëlische als Palestijnse identiteit. In de loop der eeuwen is het een kleine groep geworden. Van de totaal 796 Samaritanen (telling 1-1-2017) wonen er nog 381 op de Westelijke Jordaanoever bij de berg Gerizim (waarop ze in de 5e eeuw v.Chr. een eigen tempel hadden gebouwd) en 415 in Cho-lon in Israël. De Samaritanen op de Westelijke Jordaanoever spreken Palestijns-Arabisch, die in Israël spreken modern Hebreeuws. Voor de liturgie gebruiken zij eigen varianten van het Aramees en het klassiek Hebreeuws.
In de 4e eeuw v.Chr. waren er naar schatting enkele honderdduizenden Samaritanen, maar na eeuwen van onderdrukking, bloedbaden, bekering tot het jodendom en het christendom in het Romeinse Rijk en de opkomst van de islam waren in 1917 nog maar 146 Samaritanen aanwezig.

## Geschiedenis
In 722 v.Chr. werd het koninkrijk Israël veroverd door de Assyriërs. Een deel van de inwoners werd weggevoerd waarvoor andere bevolkingsgroepen in de plaats kwamen. Deze vermengden zich met de inwoners in de streek rond Samaria; hieruit kwamen de Samaritanen voort. Door de joden van het koninkrijk Juda werden zij niet geaccepteerd omdat Samaritanen naar hun mening niet het zuivere joodse geloof navolgden.
Na de terugkeer (538 v.Chr.) uit de Babylonische ballingschap van de inwoners van het koninkrijk Juda deden de Samaritanen een verzoek om de verwoeste tempel in Jeruzalem te helpen herbouwen, hetgeen de Judeeërs (vanaf toentertijd joden genaamd) afwezen. De Samaritanen bouwden toen een eigen tempel op de berg Gerizim in het heuvelland van Samaria, die volgens de Israëlieten van het zuiden echter niet geldig was. Nadat de Seleucidische koning Antiochus IV Epiphanes het koninkrijk Israël veroverd had, gaf hij in 168 v.Chr. bevel alle lokale tempels aan de Griekse god Zeus te wijden. Dit lokte een opstand uit van de joden waarbij de priesterfamilie van de Makkabeeën de leiding nam en vervolgens zelf een koninkrijk stichtte. In 128 v.Chr., onder hogepriester-koning Johannes Hyrkanus, vielen zij Samaria binnen en verwoestten de samaritaanse tempel.

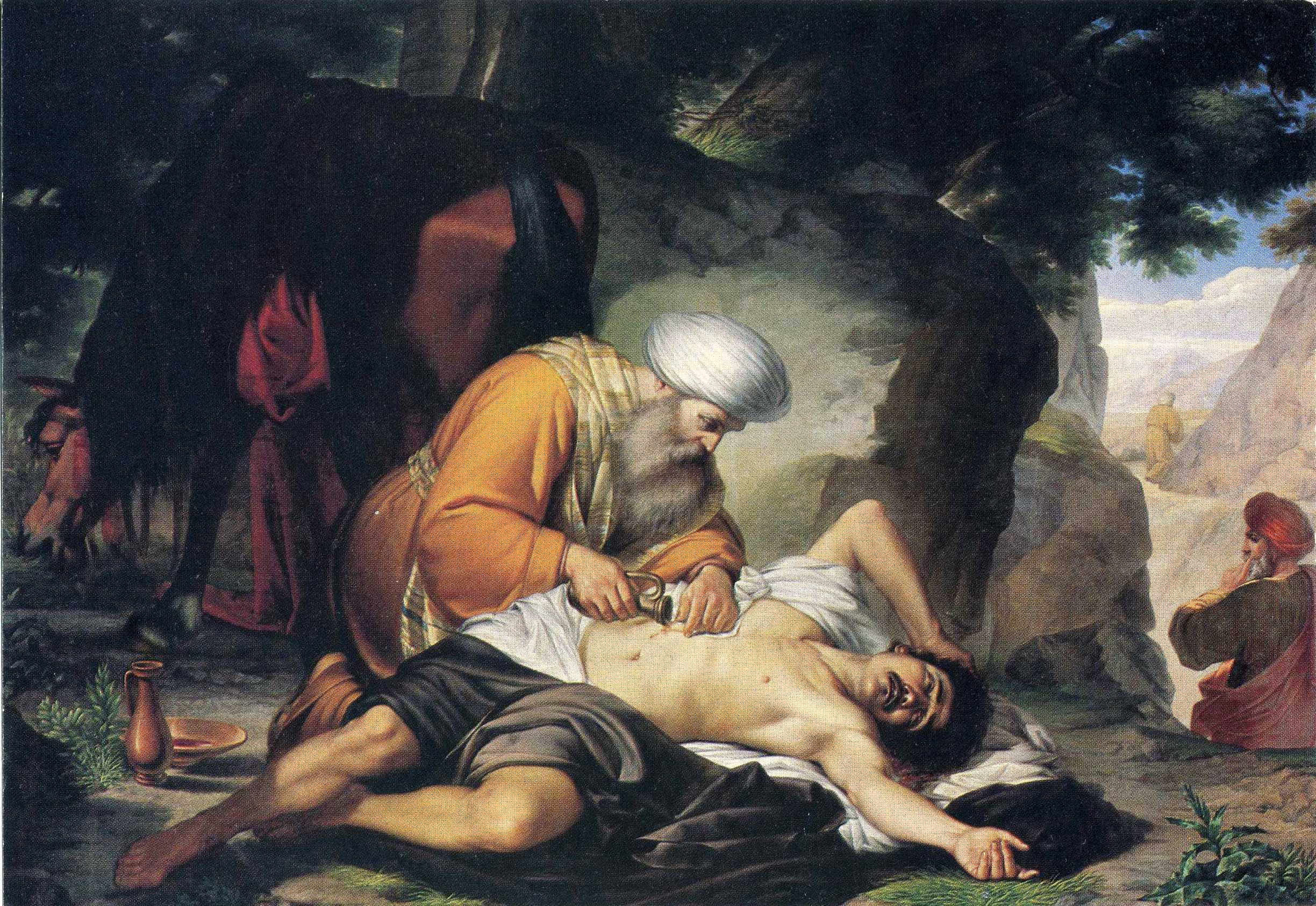
De barmhartige Samaritaan

Rond de tijd van Jezus Christus aan het begin van de jaartelling werden de Samaritanen door de joden nog steeds als tweederangsburgers en dito gelovigen geminacht en behandeld. Volgens het Evangelie volgens Lucas in het Nieuwe Testament vertelde Jezus, op de vraag van een wetgeleerde wie is mijn naaste? de gelijkenis van de barmhartige Samaritaan.
De Samaritanen werden onder de heerschappij van het Romeinse Keizerrijk in de eerste eeuwen van de jaartelling onderdrukt. Later, onder de Oost-Romeinse (Byzantijnse) keizer Zeno in de vijfde eeuw werden Samaritanen en Joden veelal vervolgd. Een mislukte Samaritaanse onafhankelijkheidsoorlog vond in 529 plaats waarbij duizenden Samaritanen omkwamen. De Samaritaanse religie werd nog slechts getolereerd in het christelijke Byzantijnse Rijk.
Vanaf 634, na de islamitische verovering in de slag bij Yarmuk, ontvluchtten vele Samaritanen de regio. Midden 8e eeuw vernietigden moslims vele samaritaanse en overige synagogen. Tijdens de 10e eeuw verbeterden de relaties tussen moslims, joden en Samaritanen.
In de 13e eeuw kwamen de Mammelukken aan de macht; zij plunderden alle Samaritaanse godsdienstige plaatsen en veranderden hun heiligdommen in moskeeën. Uit vrees voor hun leven bekeerden vele Samaritanen zich tot de islam. De vele Samaritaanse familienamen die men bij moslims kan aantreffen zijn daar vandaag de dag nog getuige van.

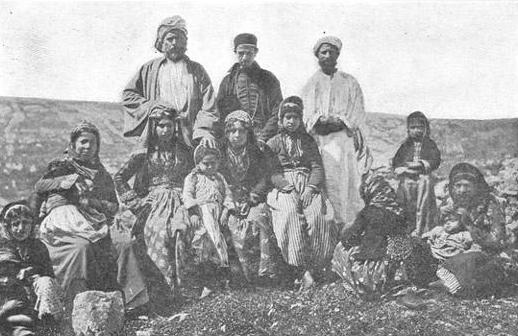
Samaritanen omstreeks 1900

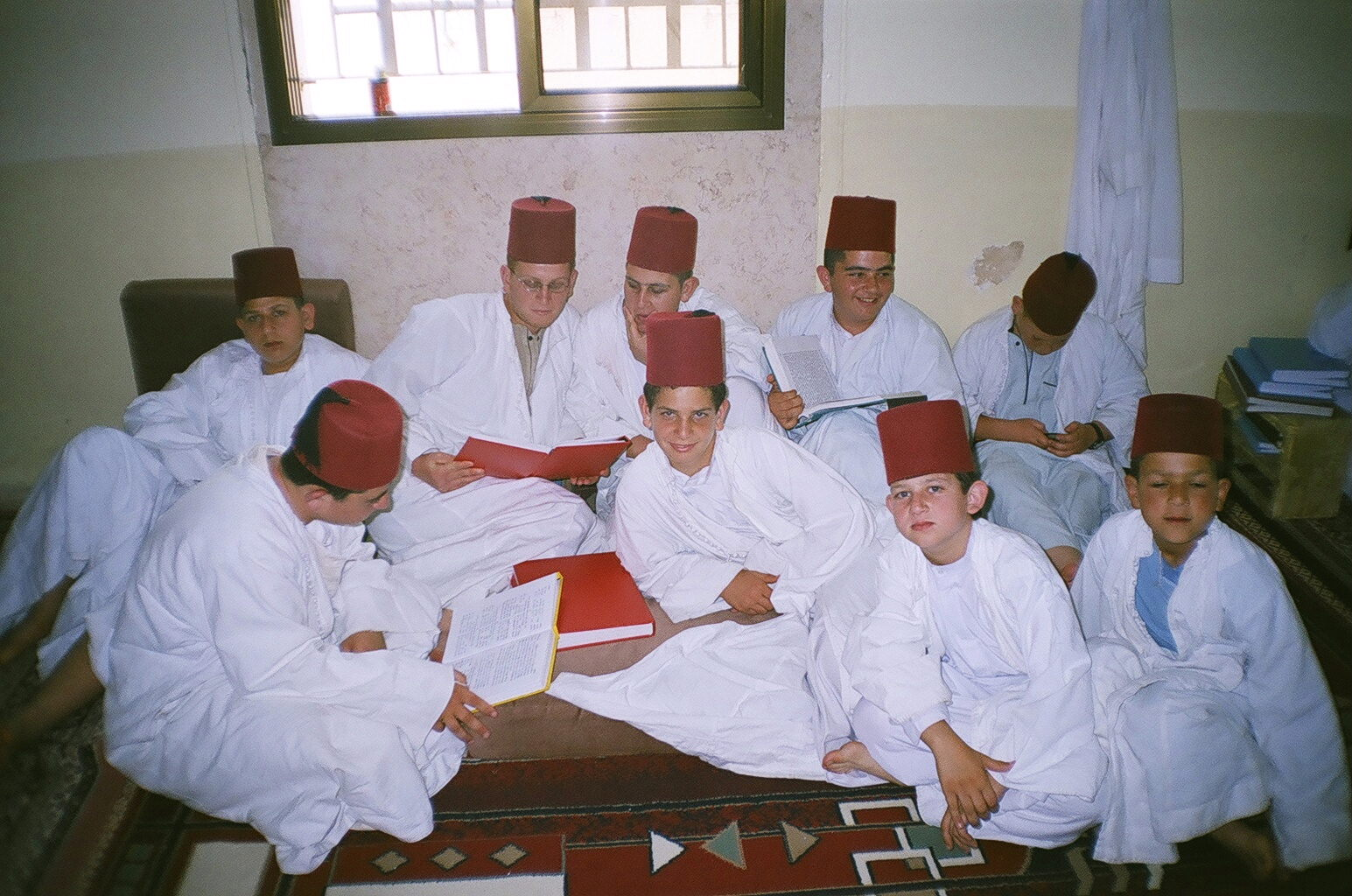
Jonge Samaritanen in 2006

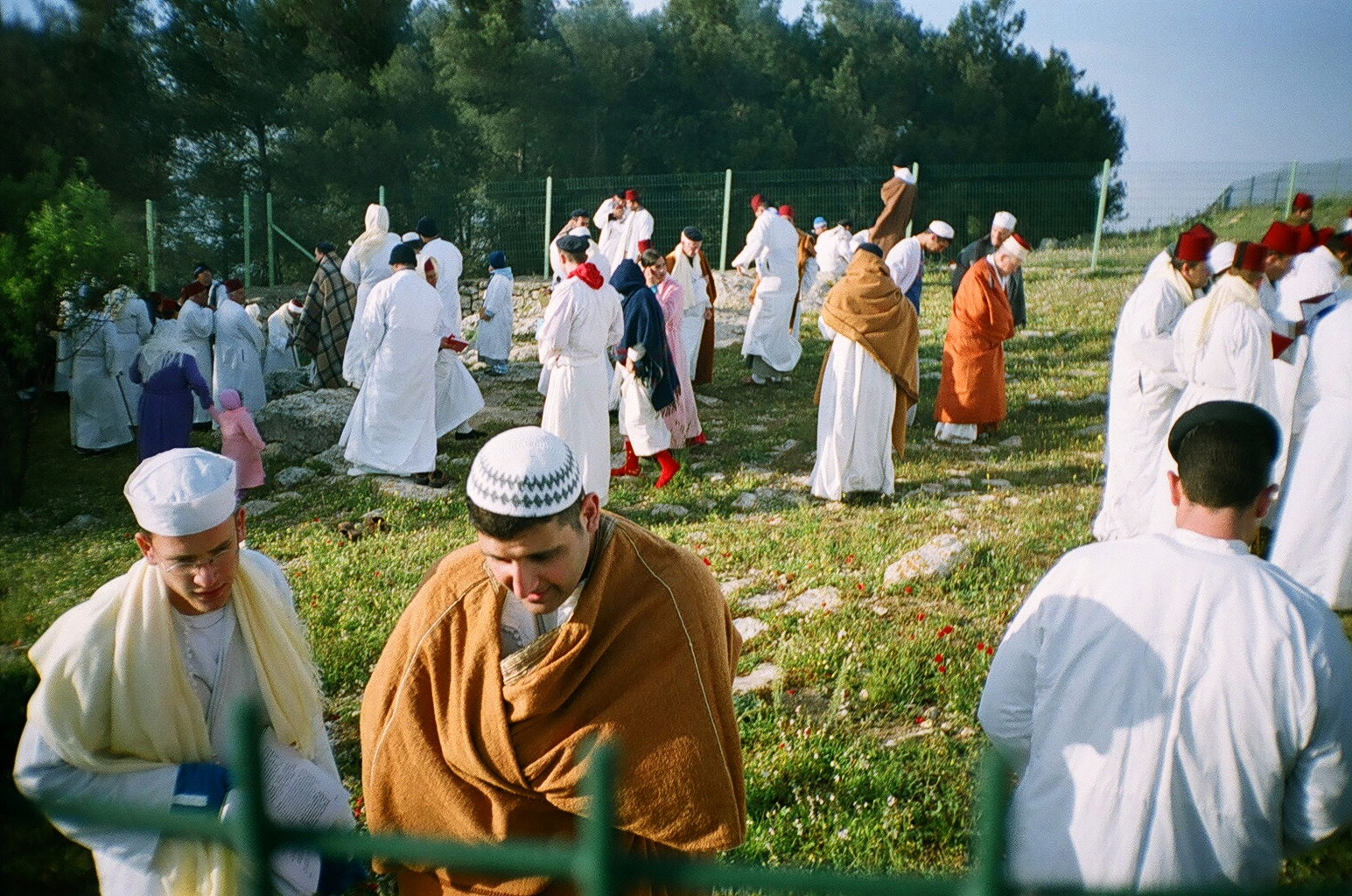
Samaritanen op de Gerizimberg (2006)

Na de oprichting van de staat Israël verhuisde een deel van de Samaritanen van Sichem, Nablus, naar de plaats Cho-lon en verkreeg de Israëlische nationaliteit. De Samaritanen die woonden in de westelijk gelegen wijk Haret es-Samira bij Nablus, verhuisden begin jaren tachtig vanwege de Eerste Intifada naar een nieuw gebouwd dorp, Kiryat Luza, bij de voor hen heilige berg Gerizim. Tegen de zuidkant van de berg werd in 1983 de Israëlische nederzetting Har Bracha gesticht. Medische diensten ontvangen de Samaritanen in de Israëlische nederzetting Ariël.

## Godsdienst
De Samaritanen zien zichzelf als de ware joden. Zij baseren zich alleen op de Thora, de eerste vijf boeken van de Tenach; deze Samaritaanse Thora wijkt enigszins af van de joodse versie. Alle andere Bijbelboeken en mondelinge overleveringen verwerpen zij. Alleen Mozes wordt door hen aanvaard als een door God gezonden profeet. Ze beschouwen zichzelf als de hoeders van de traditie van Mozes en noemen zichzelf daarom ook hoeders (shomeriem). Voor hun liturgie gebruiken Samaritanen een variant van Bijbels Hebreeuwse en Aramese commentaren. Zij houden zich streng aan de sabbat en de besnijdenis en doen hun schoenen uit bij het betreden van hun synagoge. In Nablus bewaren de Samaritanen hun Thora, de Abiesja-rol. Deze zou volgens hen door een achterkleinzoon van Mozes op een geitenhuid zijn geschreven, wat echter door onderzoekers wordt betwist.
Het centrum van hun godsdienst is gelegen op de berg Gerizim (881 m) ten zuidwesten van Nablus; hun zogeheten Tiende Gebod betreft dan ook de heiligheid van deze berg. Op deze berg vieren de Samaritanen elk jaar een week lang Pesach (paasfeest) waarbij zij dan schapen offeren en deze vervolgens met ongerezen broden eten; hierbij zijn zij gekleed in witte gewaden. Verder verwachten zij op deze berg de messias die zij als een grote profeet opvatten.
Zij zijn van mening dat het niet uitgevoerde offer van Isaäk door aartsvader Abraham ten noorden van Gerizim plaatsvond, dit in weerwil van de officiële joodse traditie die hiervoor de berg Moria (de Tempelberg) in Jeruzalem aanwijst.
De Samaritaanse gemeenschap staat onder leiding van een hogepriester. In 1624 overleed de laatste Samaritaanse hogepriester uit de lijn van Aärons zoon Eleazar zonder nakomelingen, waarna nakomelingen van Aärons andere zoon Itamar deze functie overnamen. Om rivaliteit binnen de priesterfamilie te voorkomen, valt de keuze voor het hogepriesterschap automatisch op de oudste nog in leven zijnde nakomeling van Itamar. Sinds 19 april 2013 is Aabed-El ben Asher ben Matzliach de Samaritaanse hogepriester. Hij volgde de, op die dag overleden, Aaron ben Ab-Hisda ben Jacob op.

## Geschriften
Het belangrijkste geschrift van de Samaritanen is de Samaritaanse Pentateuch (door de Samaritanen gewoon aangeduid als Thora). De Samaritaanse Pentateuch is het heilige boek van de Samaritaanse gemeenschap en is geschreven in een Hebreeuws dat sterk overeenkomt met het oude Hebreeuwse schrift. Deze Samaritaanse Pentateuch lijkt sterk op de Masoretische Tekst van de Thora, maar verschilt toch, er zijn 6000 variaties. De Samaritaanse Pentateuch is voor tekstcritici van belang voor het herstellen van de oorspronkelijke Thoratekst. De overige boeken van de Tenach worden door de Samaritanen verworpen.
Naast de Samaritaanse Pentateuch kennen de Samaritanen nog een aantal religieuze geschriften, zoals geschiedkundige werken en boeken met halachische voorschriften.
De belangrijkste religieuze teksten zijn:
- Thora
  - Samaritaanse Pentateuch: het enige geïnspireerde geschrift.
- Historische geschriften
  - Samaritaanse Kronieken: beslaat de geschiedenis van de Schepping tot aan het begin van de vierde eeuw na Christus. De Kronieken zijn onderverdeeld in drie boeken (Tolida, Boek Jozua, Adler).
- Hagiografen
  - Halachische geschriften' (over verschillende onderwerpen zoals besnijdenis, huwelijk, etc.)
  - Al-Asatir: Midrasjiem.
  - Defter: Psalmen en gebeden.

Feestdagen na de Torah, zoals Poerim of Chanoeka, worden niet gevierd.